# Hideo Ochi
Hideo Ochi (Saijō, 29 febbraio 1940) è un karateka e maestro di karate giapponese, IX dan della Japan Karate Association e campione giapponese di kata e kumite dal 1966 al 1969. È stato allenatore della nazionale tedesca ai campionati europei nel 1971, 1972 e 1975 e istruttore-capo per la JKA Europe.

## Biografia
Nato nel 1940, ha iniziato a praticare karate shotokan all'età di 14 anni.
Da studente di economia alla Takushoku University, ha fatto parte della squadra di karate della sua università e grazie ai suoi successi come karateka è diventato istruttore della JKA e la stessa, nel 1964, lo ha nominato istruttore per l'honbu dojo di Tokyo.
Negli anni successivi, è stato diverse volte campione del Giappone e per le sue vittorie negli anni 1966-1969 ha ottenuto il titolo di "Grand Champion".
Nel 1970 ha assunto la qualifica (che era stata di Hirokazu Kanazawa) di allenatore della nazionale di karate tedesca. Sotto la sua guida, la nazionale tedesca ha vinto i Campionati Europei per tre anni. Nel 1993 ha fondato il Deutscher JKA-Karate Bund come filiale tedesca della JKA.
Nel 2016 gli è stato conferito il IX dan.
Il maestro Ochi è il successore di Keinosuke Enoeda come istruttore-capo della JKA per l'Europa.

## Trofei vinti alla All Japan Karate-do Championships
- 1966: 1º posto nel kumite e kata
- 1967: 1º posto nel kumite e 2º posto nel kata
- 1968: 3º posto nel kumite e 3º posto nel kata
- 1969: 3º posto nel kumite e 1º posto nel kata